# Plymouth (Washington)
Plymouth az Amerikai Egyesült Államok északnyugati részén, Washington állam Benton megyéjében elhelyezkedő önkormányzat nélküli település.
A helység nevét azért kapta, mert a telepesek a Plymouth-i sziklára emlékeztető követ találtak.

## Fordítás
- Ez a szócikk részben vagy egészben  a   Plymouth, Washington című angol Wikipédia-szócikk ezen változatának fordításán alapul.  Az eredeti cikk szerkesztőit annak laptörténete sorolja fel. Ez a jelzés csupán a megfogalmazás eredetét és a szerzői jogokat jelzi, nem szolgál a cikkben szereplő információk forrásmegjelöléseként.